# Bay Area Breeze
Bay Area Breeze war ein kurzlebiges US-amerikanisches Frauenfußball-Franchise mit Sitz in der Stadt Hayward im Bundesstaat Kalifornien.

## Geschichte
Das Franchise startete in der Saison 2011 in den Spielbetrieb der Women’s Premier Soccer League, wo es innerhalb der Pacific Conference in die North Division einsortiert wurde. Mit 25 Punkten gewann man innerhalb der Regular Season gleich die Division und zog so in die Playoffs ein. Dort scheiterte man in den Conference Semifinals jedoch gleich mit 2:3 bei den San Diego WFC SeaLions. In der zweiten Saison reichte es dann nur noch mit 13 Punkten für den Vorletzten Platz der Division.
Zur Spielzeit 2013 wechselte das Team in die W-League, die Spielzeit hier endete mit 14 Punkten auf dem fünften Platz innerhalb der Western Conference und die Runde 2014 mit 19 Punkten ebenfalls. Danach löste sich das Franchise auch auf.